# Joseph Aved
Joseph Aved, noto anche con lo pseudonimo di Le Camelot o  Avet le Batave (Douai, 12 gennaio 1702 – Parigi, 4 marzo 1766), è stato un pittore francese.
Fu anche un collezionista e mercante d'arte, ma la sua notevole attività di pittore ne fece uno dei maggiori ritrattisti francesi del periodo rococò.

## Biografia
Figlio di un medico, Aved rimase orfano sin da bambino e fu allevato da uno zio, capitano della guardia olandese, che lo condusse presso di lui ad Amsterdam. Egli, quindi, compì i suoi studi e il suo periodo di prima formazione artistica nei Paesi Bassi, con Pierre Boitard e con l'incisore Bernard Picart.

Si recò quindi a Parigi e iniziò a lavorare nell'atelier di Alexis Simon Belle, che lo introdusse alla tecnica del ritratto.
Fu accolto all'Accademia reale di pittura e scultura nel 1731, per poi diventarne membro aggregato nel 1734, anno in cui assunse anche la carica di Consigliere dell'Accademia stessa. Nel 1753 aderì alla Confraternita "Pictura" e nel 1759 partecipò al suo ultimo Salon.
Contestualmente all'attività di pittore ritrattista, Aved esercitò la professione di Mercante d'arte, possedendo una notevole collezione. A fianco dei quadri dei suoi contemporanei francesi egli vantava la presenza di maestri italiani e, soprattutto, olandesi. Questa collezione fu venduta all'asta a Parigi poco dopo la sua morte, che avvenne nel 1766, quando l'artista aveva 64 anni.

Suoi allievi furono, fra gli altri, Charles-André van Loo, Jean Siméon Chardin, François Boucher e Dumont le Romain.

## Opere principali
Ritratti.
- Jean-François de Troy (1679-1752), Museo nazionale del Castello e dei Trianon di Versailles
- Pierre-Jacques Cazes (1676-1754), Museo nazionale del Castello e dei Trianon di Versailles
- Jean-Philippe Rameau, Museo di Belle arti, Digione
- Voltaire, Museo di Belle arti, Digione
- Uomo in abito grigio e panciotto rosso, Museo Condé, Chantilly
- Mohamed Said Pascià, Ambasciatore dell'Impero Ottomano, Museo nazionale del Castello e dei Trianon di Versailles
- Victor Riquetti, marchese di Mirabeau, Louvre
- M.me Croizat, Museo Fabre, Montpellier

## Galleria d'immagini

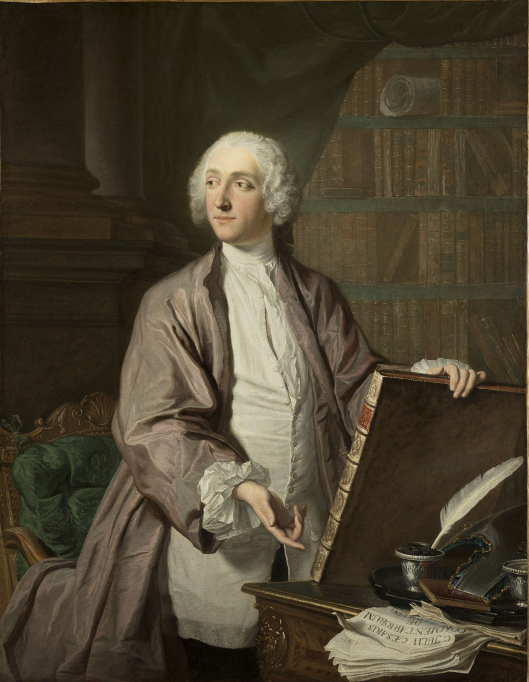
Il Marchese di Mirabeau, padre
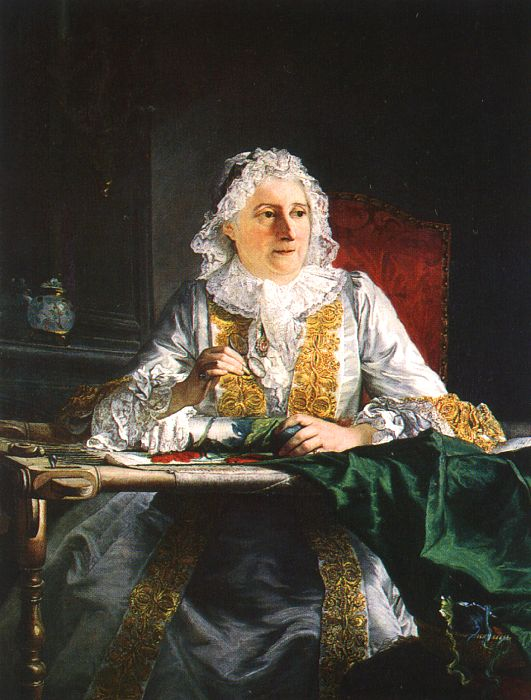
M.me Crozat
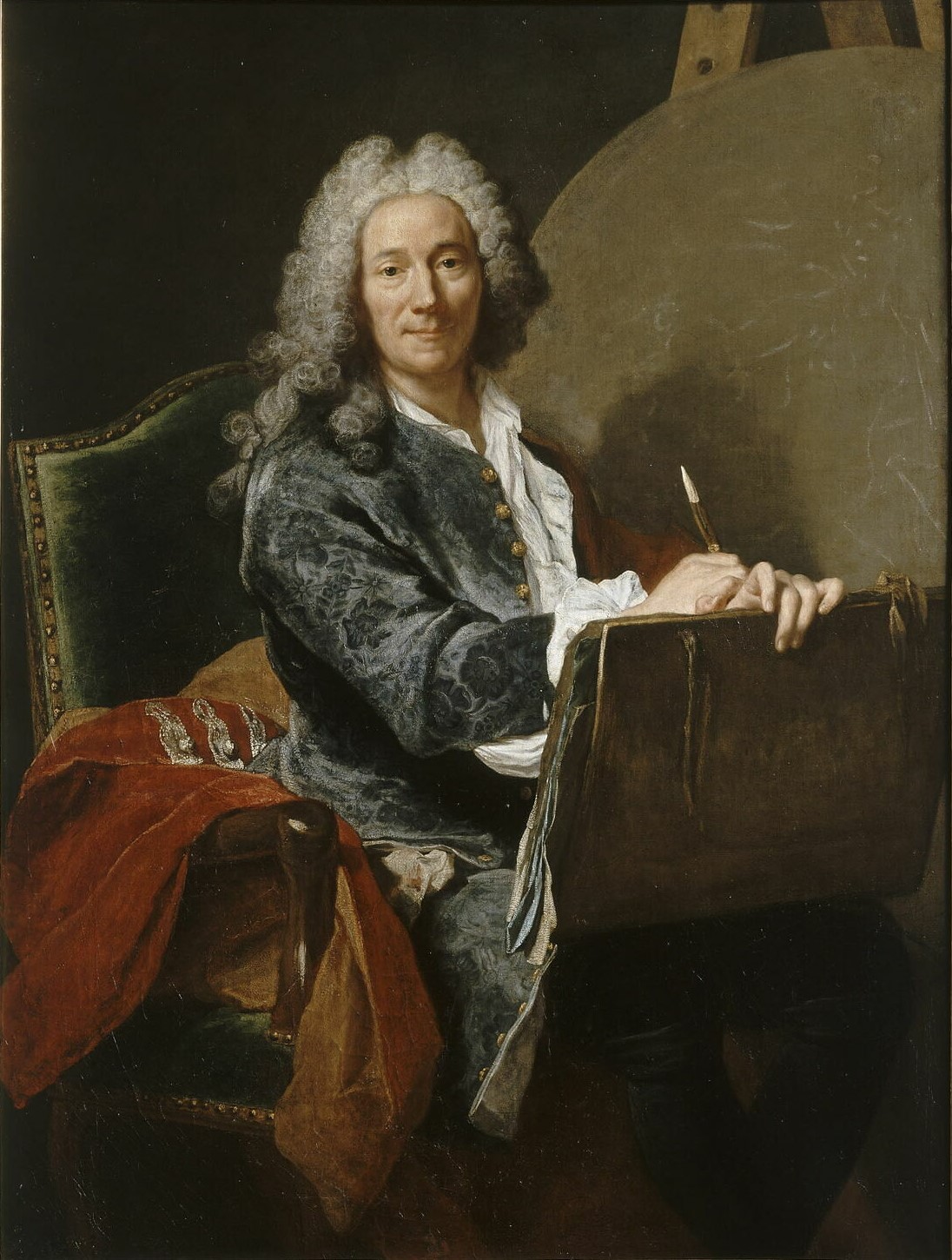
Pierre-Jacques Cazes
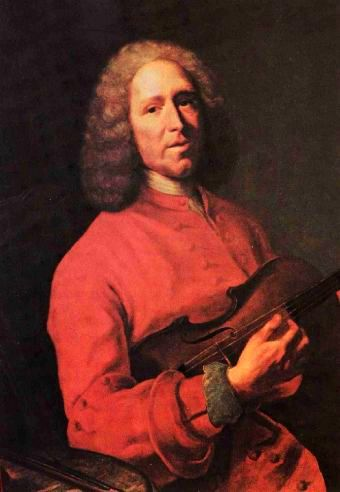
Jean-Philippe Rameau
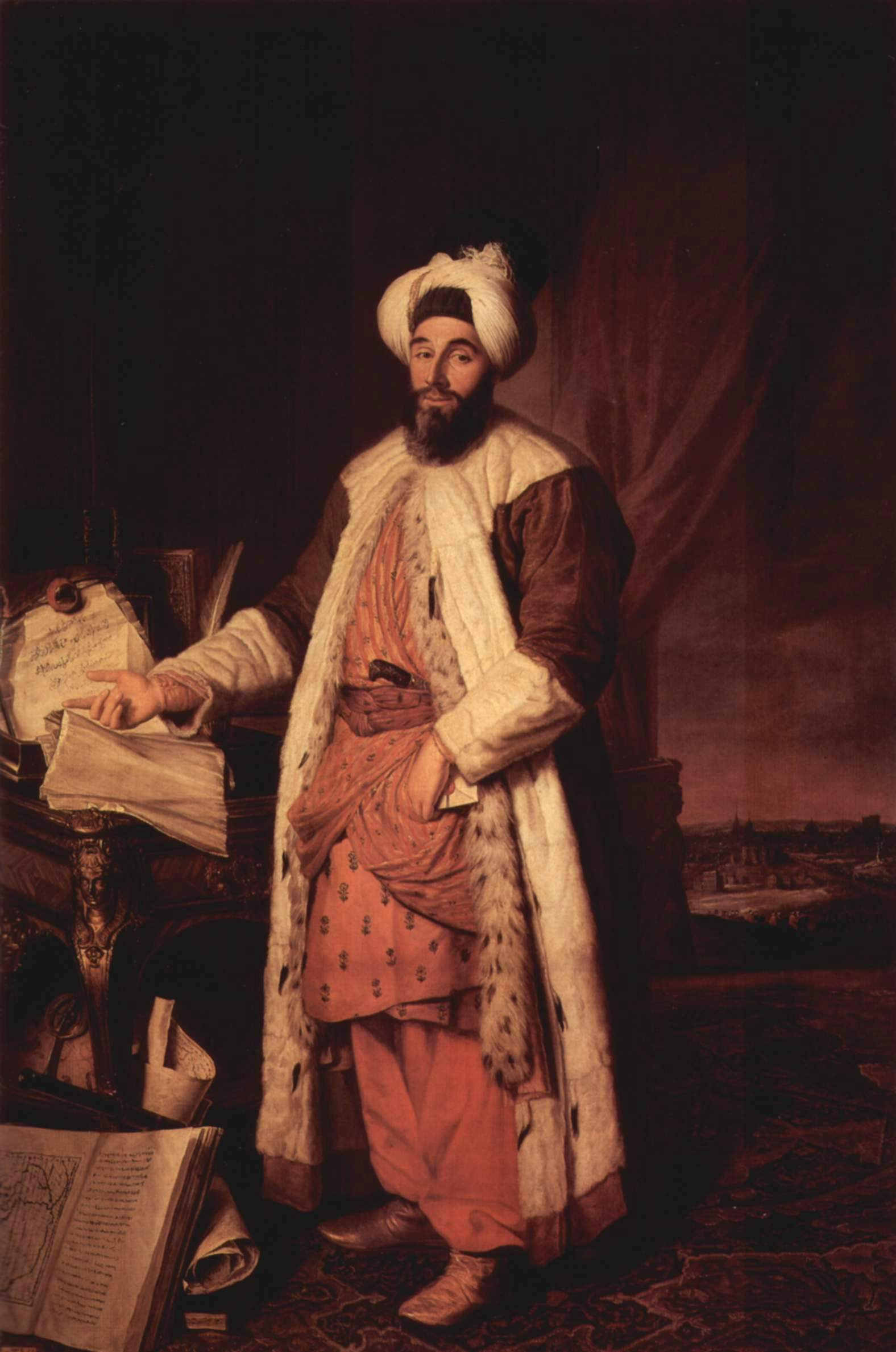
Mohamed Said Efendi a Parigi
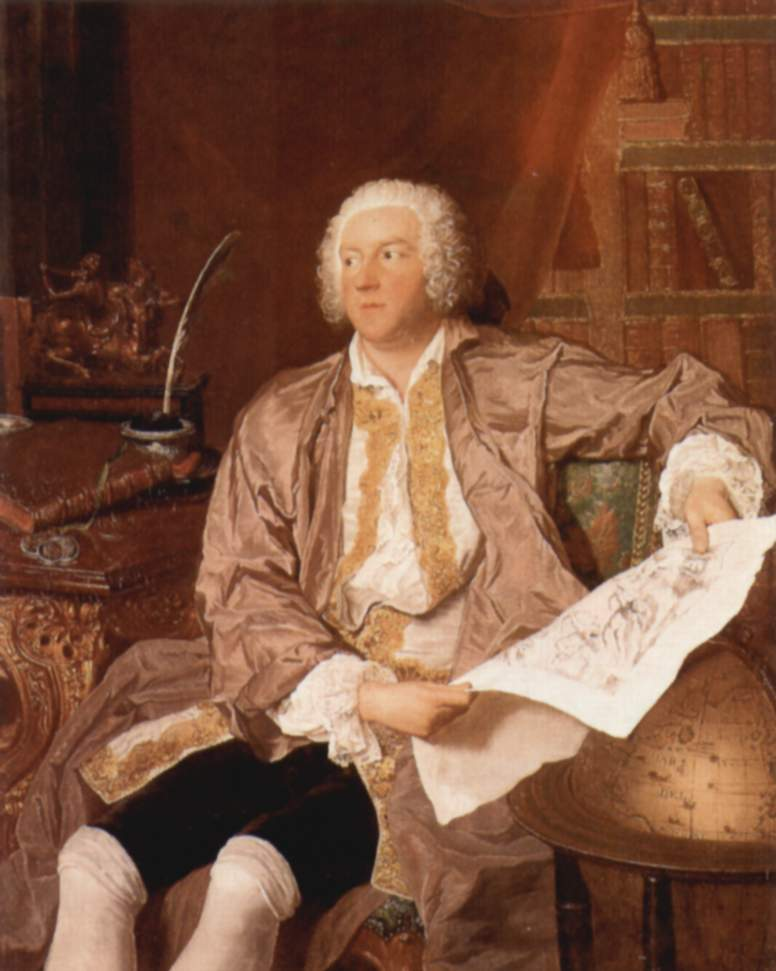
Carl Gustaf Tessin